# کاکا (بازیکن فوتبال، زاده مه ۱۹۹۱)
کاکا (انگلیسی: Kaká؛ زادهٔ ۲۰ مهٔ ۱۹۹۱) بازیکن فوتبال اهل برزیل است.
از باشگاه‌هایی که در آن بازی کرده‌است می‌توان به باشگاه فوتبال بوتافوگو اشاره کرد.